# Kylie's Remixes Volume 2
Kylie's Remixes Volume 2 är ett remixalbum av den australiska sångerskan Kylie Minogue, som släpptes i juli 1992 i Japan. Albumet släpptes senare den 5 maj 1993 i Australien.

## Låtlista
| Nr  | Titel                                                              | Längd |
| --- | ------------------------------------------------------------------ | ----- |
| 1.  | Better the Devil You Know (U.S. Remix)                             | 6:03  |
| 2.  | Step Back in Time (Walkin' Rhythm Mix)                             | 7:55  |
| 3.  | What Do I Have to Do? (Between the Sheets Remix)                   | 7:10  |
| 4.  | Shocked (DNA 12" Mix)                                              | 6:16  |
| 5.  | Word Is Out (12" version)                                          | 5:53  |
| 6.  | If You Were with Me Now (Extended version, feat. Keith Washington) | 5:11  |
| 7.  | Keep on Pumpin' It (Angelic Remix)                                 | 7:25  |
| 8.  | Give Me Just a Little More Time (12" version)                      | 4:36  |
| 9.  | Finer Feelings (Brothers in Rhythm 12" Mix)                        | 6:51  |
| 10. | Do You Dare? (NRG Mix)                                             | 7:06  |
| 11. | Closer (The Pleasure Mix)                                          | 6:49  |

## Listplaceringar
| Lista (1992)   | Topplacering |
| -------------- | ------------ |
| Japan (Oricon) | 90           |